# Dâmiso
Dâmiso (em grego:  Δάμυσος) era um gigante da mitologia grega, um dos filhos da terra (Gea) e de Urano.
Nasceu, tal como os seus irmãos, do sangue que brotava da ferida que Cronos provocara a Urano com o fim de vingar os Titãs, encerrados por Zeus no Tártaro. Os Gigantes eram seres enormes, barbudos e com pernas de serpentes e Dâmiso era o mais rápido. Embora de origem divina, eram mortais, mas era necessária a união de um deus e um mortal para matar um gigante, tendo Dâmiso caído sob os raios de Zeus e das flechas de Héracles. Existia também uma erva mágica produzida pela terra cuja ingestão os tornava invulneráveis às feridas feitas pelos mortais. 
Para evitar que os gigantes tivessem a luz necessária para a encontrar, Zeus proibiu a aurora, a lua e o sol de brilhar e na obscuridade recolheu a planta. O corpo de Dâmiso foi enterrado em Palene onde habitava Quíron, irmão de Zeus e o mais célebre dos centauros. Este recebeu por encargo de Peleu a educação do seu filho Aquiles depois de a sua mãe Tétis ter tentado tirar as qualidades humanas submetendo o filho à ação do fogo, ferindo uma das pernas. Quíron desenterrou Dâmiso, e substituiu o osso de Aquiles pelo do gigante, fazendo de Aquiles um corredor extraordinário.